# Подъём (Тамбовская область)
Подъём — село в Пичаевском районе Тамбовской области России. Входит в состав Подъёмского сельсовета.

## География
Расположено в 12 км к северо-востоку от райцентра, села Пичаево, и в 88 км к северо-востоку от Тамбова.
В 3-4 км к востоку находятся посёлки совхоза «Подъём», 1-е отделение и Вернадовка.

## Население
| 2002 | 2010 |
| ---- | ---- |
| 258  | ↘195 |

Согласно результатам переписи 2002 года, в национальной структуре населения русские составляли 98 % от жителей.